# Phyllocladus toatoa
Phyllocladus toatoa (Maori: toatoa, Engels: blue celery pine) is een plantensoort uit de familie Podocarpaceae. Het is een kleine boom die een groeihoogte kan bereiken tussen 15 en 25 meter. De bast is bruin, grijsbruin of zilverbruin en bij jonge bomen glad. De boom heeft kransvormige geveerde fyllocladia met ruitvormige segmenten. De soort staat op de Rode Lijst van de IUCN geklasseerd als 'niet bedreigd'.
De soort komt voor op het Noordereiland van Nieuw-Zeeland. De soort wordt aangetroffen van zeeniveau tot ongeveer 1000 meter boven zeeniveau. Hij groeit op relatief onvruchtbare grond op bergruggen en rond veenmoerassen.